# Bob Gaudio
Robert John « Bob » Gaudio, né le 17 novembre 1942, est un chanteur, auteur-compositeur et producteur américain.

## Biographie

### Débuts
Robert John « Bob » Gaudio naît dans le Bronx, New York. Il est élevé à Bergenfield, dans l'État du New Jersey où il fait sa scolarité à la Bergenfield High School.
Il fait partie du groupe The Four Seasons, bien qu'aujourd'hui[Quand ?] il ne participe plus aux concerts.
À 15 ans, membre du célèbre groupe Royal Teens, il coécrit le morceau Short Shorts qui lui vaut une première notoriété. En 1958, en pleine tournée de promotion pour le single, le groupe fait la connaissance de Frankie Valli & The Four Lovers tandis qu'ils se préparaient pour une émission de télévision locale. Peu de temps après, las des tournées, il quitte son groupe, lequel se dissout. L'année suivante, il prend congé de la scène et rejoint The Four Lovers, collaborant entre autres avec Bob Crewe comme producteur, à une série de shows. À la même époque, Al Kooper, autre membre du défunt groupe, connaît une notoriété croissante.

### The Four Seasons
En 1958, il participe à une audition, mais il échoue. Toutefois, il rencontre à nouveau Frankie Valli et les deux artistes s'entendent pour former The Four Seasons : Bob Gaudio et Frankie Valli, rejoints par Tommy DeVito et Nick Massi. Bob et Frankie sont les seuls membres constants du groupe, et les seules carrières retenues par le monde de la musique. Bob se fait remarquer en 1962, composant le premier hit du groupe, Sherry, chanson écrite en 15 minutes, juste avant une répétition du groupe. Les succès se succèdent, parfois coécrits par le producteur Bob Crewe, souvent en tant que parolier. Bob a écrit une suite de hits pour son groupe, dont ont retient Big Girls Don't Cry, Walk Like a Man, Dawn (Go Away), Ronnie, Rag Doll, Save It for Me, Big Man in Town, Bye, Bye, Baby (Baby Goodbye), Girl Come Running, Beggin' et Can't Take My Eyes Off You. Les compositions du duo Crewe/Gaudio deviennent également des hits une fois repris par d'autres artistes : The Tremeloes (Silence is Golden, enregistré pour la face B d'un single prévu, Rag Doll) et The Walker Brothers (The Sun Ain't Gonna Shine Anymore).
Rag Doll est regardé par plusieurs de ses contemporains comme un aboutissement du groupe, dont la genèse est une histoire qui a marqué les esprits mélomanes : À Hell's Kitchen, quartier de New York, Bob est bloqué en voiture au milieu d'une file devant des feux de signalisations qui sont d'une longueur interminable, de ces files dans lesquelles les chauffeurs sont alors souvent harcelés par des enfants en quête d'argent contre un lavement de vitres. Une petite fille se dirige vers la voiture de Bob. Lorsqu'il est sur le point de lui donner ce qu'elle réclame, il s'aperçoit qu'il n'a qu'un billet de 10 dollars et le lui donne : la surprise sur le visage de la petite fille lui inspire instantanément la chanson.
Après une représentation de Jake Holmes au café The Bitter End de Greenwich Village, Bob décide de baser le nouvel album des Four Seasons sur sa chanson Genuine Imitation Life, et de collaborer avec Jake à l'album The Genuine Imitation Life Gazette : sorti en janvier 1969 aux États-Unis, mais l'album se révèle trop différent du style des autres, et les fans le jugent trop peu conventionnel : il marque la fin de la première période de gloire du groupe des Four Seasons ; seule la pochette du disque connait un succès et devient rapidement une source d'inspiration pour la génération qui suit immédiatement : Jefferson Airplane, Jethro Tull, John Lennon etc. L'Histoire rendit sa valeur à The Genuine Imitation Life Gazette : il est réédité dans les 1990s par Rhino aux États-Unis et par Ace Records en Angleterre. La même année, Gaudio et Holmes ont également collaboré à l'écriture et la production de l'album Watertown de Frank Sinatra ; Bob ne s'est arrêté de chanter qu'en 1971 pour écrire et composer, pour lui et le groupe, assurant également des promotions. En 1975, Gaudio écrit Who Loves You et December 1963 (Oh, What A Night) avec sa future épouse Judy Parker. Leurs chansons furent une suite de succès pour la formation des Four Seasons (à l'époque, la formation n'a perdu que Valli).

### Autre carrière
Outre son travail pour The Four Seasons et Sinatra, il a écrit et/ou produit Nancy Sinatra, Diana Ross, Michael Jackson, Barry Manilow, Eric Carmen, Roberta Flack ; il a produit six albums de Neil Diamond, et les Bande originale de La Petite Boutique des horreurs.
Dans les années 1990, Gaudio emménage à Nashville, produit George Fox, puis s'occupe de Tennessee Moon pour Neil Diamond, et de comédies musicales.
En 2001, il est compositeur de la comédie musicale issue du film Peggy Sue s'est mariée (Peggy Sue Got Married). Une autre comédie musicale dont il est à la base est Jersey Boys, basée sur la vie des membres de The Four Seasons, présentée en Californie à La Jolla, et à Broadway. En 2006, la pièce a remporté six Tony Awards et en 2007, un Grammy Award. La pièce est adaptée en 2014 au cinéma par Clint Eastwood, Jersey Boys.
Gaudio est inscrit au Songwriters Hall of Fame ; le 3 février 2009, il décroche enfin son diplôme de fin d'études en High School (« Graduation »).